# Winklarn (Basse-Autriche)
Pour la commune d'Allemagne, voir Winklarn (Bavière).
Winklarn est une commune autrichienne du district d'Amstetten en Basse-Autriche.